# Libanonci
Libanonci (arabsky الشعب اللبناني‎, aš-šaʻb al-Lubnānī) jsou občané Libanonu nebo z něj pocházející. Pod tento pojem lze zahrnout i ty, kteří obývali pohoří Libanon a pohoří Antilibanon před vznikem moderního libanonského státu. Hlavními náboženskými skupinami Libanonců v rámci Libanonu jsou šíitští muslimové (27 %), sunnitští muslimové (27 %), maronitští křesťané (21 %), řečtí pravoslavní křesťané (8 %), melchitští křesťané (5 %), drúzové (5 %), protestantští křesťané (1 %) Největší počet Libanonců však tvoří diaspora v Severní a Jižní Americe, Evropě, Austrálii a Africe, která je převážně maronitská.
Vzhledem k tomu, že relativní podíl jednotlivých skupin je politicky citlivý, neshromažďuje Libanon od roku 1932, kdy byl pod francouzským mandátem, oficiální údaje ze sčítání lidu o etnickém původu. Je proto obtížné provést přesnou demografickou analýzu libanonské společnosti. Největší koncentrace lidí s libanonskými předky je patrně v Brazílii, kde žije odhadem 5,8 až 7 milionů obyvatel. Může se však jednat o přehnaný údaj vzhledem k tomu, že oficiální průzkum provedený Brazilským institutem pro geografii a statistiku (IBGE) ukázal, že k blízkovýchodnímu původu se hlásí méně než 1 milion Brazilců. Libanonci vždy cestovali po světě, kde se mnozí z nich v posledních dvou stoletích usadili natrvalo.
Odhaduje se, že v samotném Libanonu ztratili status většiny, přičemž jejich počet se snížil především v důsledku jejich emigrace, přesto křesťané zůstávají jednou z hlavních náboženských skupin v zemi. Potomci libanonských křesťanů tvoří většinu Libanonců na celém světě, žijí především v diaspoře.

## Identita
Libanonská identita je zakořeněna ve společné historii a kultuře. Jejich bohaté kulturní dědictví zahrnuje jídlo, hudbu, literaturu a umění, které je také formováno polohou země na křižovatce východního Středomoří. Díky tomu se stala místem setkávání různých kultur a tradic.
Významnou složkou národní identity Libanonu je také náboženská rozmanitost. V zemi žije množství náboženských komunit, včetně muslimů, křesťanů a drúzů. Každá komunita má své vlastní odlišné náboženské zvyky, tradice a obyčeje, které se předávají z generace na generaci.
Identitu však také formovala dlouhá historie politických a sociálních konfliktů. Země zažila řadu občanských válek, zahraničních invazí a politických krizí, což prohloubilo rozpory mezi jednotlivými komunitami a narušilo důvěru ve vládu a instituce.
Libanon si dokázal udržet pocit národní jednoty a identity. Tváří v tvář politickým a společenským výzvám je libanonský lid známý svou odolností a schopností spojit se v době krize, což přispělo k posílení jeho pocitu národní identity.
Mezi libanonskými maronity zůstává aramejština stále liturgickým jazykem maronitské církve, i když ve východní aramejské podobě (syrština, v níž se rané křesťanství šířilo po celém Blízkém východě), která se liší od mluvené libanonské aramejštiny, jež byla západní aramejštinou. Někteří libanonští křesťané se označují spíše za Libanonce než za Araby a snaží se čerpat z „fénické minulosti ve snaze vytvořit si identitu oddělenou od převládající arabské kultury“.
Dobytí Libanonu během arabských a islámských výbojů bylo spojeno s dobytím celého Biládu al-Šámu, neboli takzvané Levanty, který byl jeho nedílnou součástí, a arabští muslimové ho za éry chalífy Umara ibn al-Chattába rychle získali od Byzantské říše, který nařídil rozdělení Levanty, když ji dobyl, na čtyři jundy, včetně Jund Damašek, který zahrnoval pohoří Libanon s příslušnými západními pobřežními rovinami a východními vnitrozemskými rovinami. Arabizace a islamizace Levanty začala v 7. století a trvalo několik století, než se islám, arabská identita a jazyk rozšířily; Arabové z chalífátu se v prvních obdobích dobytí nepokoušeli šířit svůj jazyk ani náboženství a vytvořili izolovanou aristokracii. Arabové z chalífátu usídlili mnoho nových kmenů v izolovaných oblastech, aby se vyhnuli konfliktům s místním obyvatelstvem; chalífa Uthmán nařídil svému guvernérovi Mu'ávijovi I., aby nové kmeny usadil daleko od původního obyvatelstva. Syřané, kteří patřili k monofyzitiským vyznáním, vítali Araby z poloostrova jako osvoboditele.
Abbásovci se v osmém a devátém století snažili sjednotit národy podléhající jejich moci a jedním z nástrojů byla arabizace správy. Arabizace nabrala na síle s rostoucím počtem muslimských konvertitů; nástup arabštiny jako formálního jazyka státu podnítil kulturní a jazykovou asimilaci syrských konvertitů. Arabizovali se i ti, kteří zůstali křesťany; pravděpodobně v abbásovském období v 9. století přijali křesťané arabštinu jako svůj první jazyk; v tomto století došlo k prvnímu překladu evangelií do arabštiny. Mnozí historici, jako například Claude Cahen a Bernard Hamilton, navrhují, že arabizace křesťanů byla dokončena ještě před první křížovou výpravou. Do konce třináctého století se arabština v regionu stala dominantní a z jejích mluvčích se tak stali Arabové.

## Demografie
Celkový počet Libanonců se odhaduje na 8 až 18 milionů. Z toho naprostá většina, tj. 4–14 milionů, tvoří část libanonské diaspory (žijící mimo Libanon), přičemž přibližně 4,7 milionu občanů žije v samotném Libanonu.

### Libanon
V Libanonu žije přibližně 4,7 milionu libanonských občanů. Kromě tohoto počtu žije v zemi další 1 milion zahraničních pracovníků (především Syřanů) a přibližně 470 000 palestinských uprchlíků.
Libanon je také domovem různých etnických menšin, které v zemi v průběhu staletí našly útočiště. Mezi významné etnické menšiny v zemi patří Arméni, Kurdové, Turci, Asyřané, Íránci a některá evropská etnika (Řekové, Italové, Francouzi).
Žije zde také malý počet kočovných domských Romů (součást romského národa jihoasijského, zejména indického původu).

### Diaspora
Libanonskou diasporu tvoří přibližně 4 – 14 milionů lidí, a to jak narozených v Libanonu a žijících v zahraničí, tak narozených v zahraničí libanonského původu. Většina Libanonců v diaspoře jsou křesťané, a to nepoměrně více v Americe, kde jich žije naprostá většina. Odhadovaný údaj ukazuje, že představují asi 75 % všech Libanonců. Libanonci v zahraničí jsou považováni za "bohaté, vzdělané a vlivné" a v průběhu času imigrace vytvořila po celém světě libanonské "obchodní sítě".
Nejvíce Libanonců žije v Brazílii, kde podle tvrzení brazilské a libanonské vlády žije 7 milionů Brazilců libanonského původu. Tyto údaje však mohou být přehnané, vzhledem k tomu, že podle průzkumu IBGE z roku 2008, který se týkal pouze států Amazonas, Paraíba, São Paulo, Rio Grande do Sul, Mato Grosso a Distrito Federal, uvedlo 0,9 % bílých brazilských respondentů, že mají rodinný původ na Blízkém východě.
Velký počet osob žije také jinde v Severní Americe, především ve Spojených státech amerických (490 000) a v Kanadě, kde se počet osob libanonského původu (úplného nebo částečného) pohybuje podle odhadů mezi 190 000 (podle původu, sčítání lidu 2011) a 250 000. Ve zbytku Ameriky se významné komunity nacházejí v Argentině (1 500 000), Mexiku (400 000); Chile, Kolumbii a Venezuele, přičemž téměř každá další latinskoamerická země má alespoň malé zastoupení.
V Africe žije v Ghaně a na Pobřeží slonoviny více než 100 000 Libanonců. Významné libanonské komunity jsou i v dalších zemích západní a střední Afriky. V Austrálii žije více než 180 000. V arabském světě žije v arabských státech Perského zálivu přibližně 400 000 Libanonců. V Izraeli zůstává více než 2 500 bývalých příslušníků Jiholibanonské armády.
Donedávna Libanon neposkytoval automatické právo na libanonské občanství emigrantům, kteří ztratili občanství po získání občanství hostitelské země, ani potomkům emigrantů narozených v zahraničí. Tato situace neúměrně postihovala křesťany. V roce 2008 vyzval Maronitský institut emigrantů k vytvoření cesty, kterou by emigranti, kteří ztratili občanství, mohli toto občanství získat zpět, nebo by ho mohli získat jejich potomci narození v zahraničí (pokud si to přejí).
V listopadu 2015 přijaly libanonské úřady zákon č. 41 „O znovuzískání libanonského občanství“. Podle tohoto zákona mohou členové libanonské diaspory požádat o znovunabytí libanonského občanství, přičemž stanoví, že žádosti musí být podány do listopadu 2025.
V roce 2017 zahájilo Ministerstvo zahraničních věcí a emigrantů iniciativu nazvanou „Program libanonského občanství“ neboli „Lebanity“, v rámci které mohou lidé libanonského původu z celého světa požádat o libanonské občanství, což jim umožní využívat obchodní, finanční, konzulární, osobní, sociální a politická práva Libanonců, ať už se nacházejí kdekoli. Tato iniciativa se týká zejména početných libanonských komunit v různých zemích světa.
Žádosti posuzuje výbor v rámci libanonského ministerstva vnitra a obcí. Pokud je žádost zamítnuta, může se žadatel proti rozhodnutí odvolat do jednoho měsíce ode dne, kdy byl oficiálně vyrozuměn, a to na adrese uvedené v žádosti.
Aby byli žadatelé způsobilí, musí být jejich jména nebo jména jejich předků z otcovy strany nebo mužských příbuzných z otcovy strany uvedena v záznamech ze sčítání lidu z let 1921-1924 (buď v registrech obyvatel, nebo v registrech přistěhovalců) a/nebo v registrech přistěhovalců z roku 1932, které vede ministerstvo vnitra a obcí.

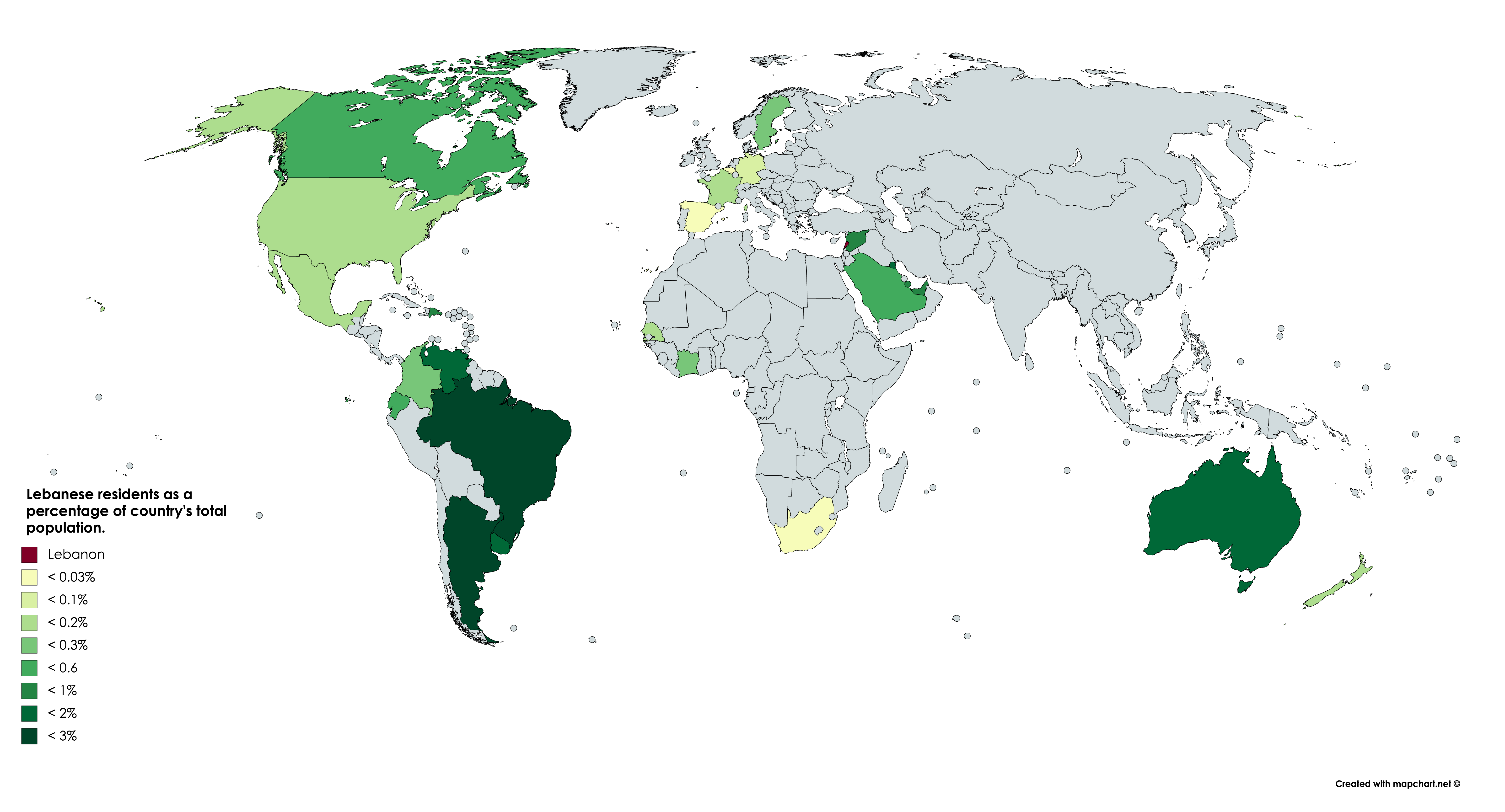
Podíl Libanonců na celkovém počtu obyvatel země

### Náboženství
| Libanonští muslimové | Libanonští muslimové | Libanonští muslimové | Libanonští muslimové | Libanonští muslimové |
| -------------------- | -------------------- | -------------------- | -------------------- | -------------------- |
| rok                  |                      |                      | procento             |                      |
| 1932                 | 1932                 |                      | 49 %                 | 49 %                 |
| 1985                 | 1985                 |                      | 56 %                 | 56 %                 |
| 2010                 | 2010                 |                      | 61 %                 | 61 %                 |
| 2014                 | 2014                 |                      | 65 %                 | 65 %                 |

| Libanonští křesťané | Libanonští křesťané | Libanonští křesťané | Libanonští křesťané | Libanonští křesťané |
| ------------------- | ------------------- | ------------------- | ------------------- | ------------------- |
| rok                 |                     |                     | procento            |                     |
| 1932                | 1932                |                     | 51 %                | 51 %                |
| 1985                | 1985                |                     | 44 %                | 44 %                |
| 2010                | 2010                |                     | 39 %                | 39 %                |
| 2014                | 2014                |                     | 35 %                | 35 %                |

Libanonci jsou velmi různorodí ve víře. Země má nábožensky nejrozmanitější společnost na Blízkém východě, která zahrnuje 17 uznaných náboženských skupin. Hlavní dvě náboženství mezi Libanonci jsou křesťanství ( maronitská církev, řecká pravoslavná církev, melchitská řeckokatolická církev, protestantská církev) a islám (šíité a sunnité). Třetím nejpočetnějším náboženstvím jsou drúzové. V Libanonu žijí i další nelibanonské křesťanské menšiny, například Arméni (Arménská apoštolská církev a Arménská katolická církev), Francouzi- Italové (Apoštolský vikariát Bejrút), Asyřané (Asyrská církev Východu, Syrská katolická církev, Syrská pravoslavná církev, Chaldejská katolická církev) a Koptové (Koptská pravoslavná církev), kteří se do Libanonu v průběhu let přistěhovali. Od roku 1932 nebylo provedeno žádné oficiální sčítání lidu, což odráží politickou citlivost Libanonu na konfesní (tj. náboženskou) rovnováhu.
Studie provedená výzkumnou společností Statistics Lebanon se sídlem v Bejrútu, kterou citovalo ministerstvo zahraničí Spojených států, uvádí, že z přibližně 4,3 milionu obyvatel Libanonu je podle odhadů: 54 % islám (šíité a sunnité, každý z nich 27 %), 40,5 % křesťané (21 % maronité, 8 % řecko-pravoslavní, 5 % melchitští katolíci, 1 % protestanté, 5 % křesťané). 5 % dalších menšinových křesťanských denominací, jako jsou latinští katolíci, arménští pravoslavní, arménští katolíci, syrští katolíci, syrští pravoslavní, chaldejští katolíci, asyrští katolíci a koptští pravoslavní) a 5,5 % drúzů (menšinové náboženství, pocházející z šíitského islámu, kteří se nepovažují za muslimy, přestože podle libanonské ústavy je drúzská komunita označována za součást libanonské muslimské komunity).
V Libanonu je také velmi malý počet příslušníků jiných náboženství, jako je judaismus, mormonismus, baháʼí. Židé jsou sice v Libanonu přítomni od starověku, ale jejich počet se během muslimské éry snížil. V roce 2000 byla židovská čtvrť v Bejrútu, Wádí Abú Džamíl, prakticky opuštěná a v Bejrútu zůstalo jen asi 40 Židů. Existuje mnoho dobře zavedených komunit libanonské židovské diaspory, například v Brazílii, Francii, Švýcarsku, Kanadě a Spojených státech.
Včetně diaspory tvoří křesťané absolutní většinu. V Libanonu žije populace Mhallamitů známá také jako Mardinli), jejíž většina se přistěhovala ze severovýchodní Sýrie a jihovýchodního Turecka, jejíž počet se odhaduje na 75 000 až 100 000 a je považována za součást sunnitského obyvatelstva. Těm bylo v posledních letech uděleno libanonské občanství a spolu s několika občanskými válkami mezi islámskými extremisty a libanonskou armádou, které přiměly mnoho křesťanů k útěku ze země, znovu nastolily demografickou rovnováhu ve prospěch muslimů a zejména sunnitů. Kromě toho bylo libanonské občanství uděleno mnoha tisícům arabských beduínů v údolí Bikáa a Wádí Cháled, kteří jsou výhradně sunnité. V Libanonu žije také židovská populace, jejíž počet se odhaduje na méně než 100 osob.